# أليكسي نيكولايف
أليكسي لفوفيتش نيكولايف (بالروسية: Алексей Львович Николаев)، ولد في 12 يناير 1985. هو لاعب كرة قدم روسي محترف. يلعب حاليا في دوري الدرجة الثانية الروسي لنادي "FC SKVO Rostov-on-Don".